# Esport3
Esport3 (estilizado como E3) es un canal de televisión abierto español, el tercer canal operado por Televisión de Cataluña, perteneciente a la Corporación Catalana de Medios Audiovisuales. Ofrece una programación de marcado carácter deportivo.

## Historia
Tras comenzar sus emisiones en pruebas el 18 de octubre de 2010, fue lanzado oficialmente el 5 de febrero de 2011 a las 21:45 horas con un pequeño acto de presentación en el Camp Nou, estadio del Barça, pues su primera emisión regular fue el partido de fútbol disputado entre el Barça y el Atlético de Madrid, correspondiente a la vigésimo segunda jornada de la Liga española de 1ª División, en simultáneo con TV3 y TV3 HD.
El 16 de enero de 2024, en conmemoración de los cuarenta años de emisiones regulares de TV3, el canal, de acuerdo con el Plan Técnico Nacional de la Televisión Digital Terrestre, realizó la transición completa de la emisión en definición estándar (SD) a alta definición (HD), comenzando a transmitir exclusivamente en HD y cumpliendo anticipadamente con la fecha límite del 14 de febrero de 2024.

## Programación
La programación de Esport3 está formada por retransmisiones y eventos deportivos, sobre todo en las franjas horarias de máxima audiencia, como elemento principal. Esport3 cubre la actualidad deportiva catalana mediante programas, magazines, reportajes y también retransmisiones variadas que suponen un importante impulso al deporte en Cataluña. Algunos de sus programas destacas son «Gol a Gol», «Motor a Fons», «Temps de Neu» y «Esport Club»

### Producciones originales
- Campiones: programa centrado en el deporte femenino.
- El club de la mitjanit: retransmisión del programa del mismo nombre.
- Els camins més perillosos per anar a l'escola: espacio enfocado en niños de zonas remotas y hostiles y su peligroso recorrido para llegar a la escuela.
- Esport Club: recopilación de los partidos más destacados del día, junto con entrevistas.
- Futbol Cat: programa cuyo propósito es la divulgación del deporte en Cataluña.
- Futbol INT: análisis del fútbol internacional.
- Gol a Gol: análisis de la Primera y Segunda División de Fútbol.
- Gran Recorregut: centrado en la exploración del paisaje catalán.
- Km 0: espacio especializado en las novedades en el ámbito automovilístico.
- Motor a Fons: espacio especializado en el automovilisimo.
- Temps de Neu: bloque de programación dedicado a los deportes de nieve.
- Xarxa Natura
- Zona Champions: análisis de los partidos disuputados de la UEFA Champions League.
- Zona UFEC: enfoque a los deportistas catalanes en Cataluña y en el mundo.
- Crackòvia (Redifusión del Programa de TV3)
- Thalassa (Redifusión del Programa del 33)
- Zona Zàping (Redifusión del Programa de  TV3)
- Mundial semiprofesional de lluitalibrè: con el atleta catalán Andrè.

### Otros programas
- Batecs de Natura
- Cuina Nòrdica amb Tareq Taylor
- Dolça França
- El Gran Rift
- El Món Salvatge de Dominic Monaghan
- El Rei dels Cocodrils
- Expedició a Nova Guinea
- Formatges del Món
- l'Aventura del Jaguar
- La Cuina Popular de Tailàndia
- Les Aventures de l'Austin Stevens
- No Hi Conduïu, Aquí
- Pel Pacífic amb Te Radar
- Planeta Furiós
- Rutes Mítiques
- Rutes per Euskal Herria
- El Món des de l'Aire (Redifusión del Programa del 33)
- Per Avió (Redifusión del Programa del 33)
- Onze
- Un partido en riguroso directo de liga nacional de España de primera división masculina y femenina que uno de los equipos tenga su sede en Cataluña por jornada (total 17 partidos por semana)
  - Baloncesto (Champions League, solo si hay catalanes)
  - Balonmano  (Liga ASOBAL)
  - Hockey sobre hierba (Algunos Partidos de la División de Honor A y Copa del Rey)
  - Voleibol
  - Waterpolo
  - Fútbol sala (Primera RFEF FutSal)
  - Hockey sobre patines (Ok Liga)
  - Rugby
  - Fútbol (Ligue 1, Primera RFEF, Segunda B, algunos partidos de Copa del Rey, y todos los partidos no oficiales del FC Barcelona)
  - Fútbol Femenino (Primera Iberdrola, Copa de la Reina, Women’s Champions League (solo el Barça))

## Emisión
Desde su lanzamiento, Esport3 se encuentra disponible en Cataluña y en Andorra. Tras el cambio de Gobierno autonómico ocurrido en 2015 en las Islas Baleares, en el que Francina Armengol (PSIB-PSOE) ocupó la Presidencia del Gobierno de esa región, se planteó la posibilidad de recibir la oferta de Esport3 en las islas con el objetivo de continuar fomentando el uso del catalán en el archipiélago y para ampliar la oferta de Televisión de Cataluña existente hasta el momento allí, formada por TV3 CAT, el 33, el 3/24 y el Super 3.

## Audiencias
| Año  | Enero | Febrero | Marzo | Abril | Mayo  | Junio | Julio | Agosto | Septiembre | Octubre | Noviembre | Diciembre | Media anual |
| ---- | ----- | ------- | ----- | ----- | ----- | ----- | ----- | ------ | ---------- | ------- | --------- | --------- | ----------- |
| 2011 |       | 0,7%    | 1,0%  | 1,0%  | 1,2%  | 0,8%  | 0,6%  | 0,4%   |            |         |           |           |             |
| 2012 |       |         |       |       |       |       |       |        |            |         |           |           |             |
| 2013 |       |         |       |       |       |       | 1,5%  | 1,3%   | 1,4%       | 1,3%    | 1,3%      | 1,2%      |             |
| 2014 | 1,4%  | 1,0%    | 1,3%  | 1,3%  | 1,6%  | 1,3%  | 1,0%  | 1,2%   | 1,2%       | 1,2%    | 1,1%      | 0,9%      | 1,3%        |
| 2015 | 1,2%  | 1,1%    | 1,3%  | 1,4%  | 1,5%  | 1,1%  | 0,8%  | 0,9%   | 1,0%       | 0,9%    | 1,2%      | 1,1%      | 1,1%        |
| 2016 | 1,3%  | 1,2%    | 1,3%  | 1,3%  | 1,0%  | 0,9%  | 0,7%  | 0,8%   | 0,9%       | 1,0%    | 0,8%      | 0,9%      | 1,0%        |
| 2017 | 1,0%  | 0,9%    | 1,1%  | 0,8%  | 0,6%  | 0,7%  | 0,5%  | 0,6%   | 0,6%       | 0,6%    | 0,5%      | 0,6%      | 0,7%        |
| 2018 | 0,6%  | 0,5%    | 0,6%  | 0,7%  | 0,6%  | 0,5%  | 0,3%  | 0,4%   | 0,5%       | 0,6%    | 0,5%      | 0,4%      | 0,5%        |
| 2019 | 0,5%  | 0,5%    | 0,7%  | 0,5%  | 0,6%  | 0,5%  | 0,4%  | 0,5%   | 0,6%       | 0,5%    | 0,5%      | 0,5%      | 0,5%        |
| 2020 | 0,6%  | 0,5%    | 0,3%  | 0,2%  | 0,1%* | 0,2%  | 0,2%  | 0,3%   | 0,4%       | 0,4%    | 0,3%      | 0,4%      | 0,3%        |
| 2021 | 0,5%  | 0,4%    | 0,6%  | 0,5%  | 0,5%  | 0,4%  | 0,3%  | 0,4%   | 0,5%       | 0,5%    | 0,6%      | 0,5%      | 0,5%        |
| 2022 | 0,7%  | 0,6%    | 0,7%  | 0,9%  | 0,7%  | 0,8%  | 0,6%  | 0,7%   | 0,8%       | 0,7%    | 0,8%      | 0,6%      | 0,7%        |
| 2023 | 0,9%  | 0,9%    | 0,9%  | 1,0%  | 1,0%  | 0,9%  | 0,6%  | 1,0%   | 1,2%       | 1,2%    | 1,1%      | 1,1%      | 1,0%        |
| 2024 | 1,2%  | 1,3%    | 1,3%  | 1,2%  | 1,5%  | 1,2%  | 0,9%  | 1,1%   | 1,5%       | 1,6%    | 1,3%      | 1,0%      | 1,3%        |